# Gunung Bawang
Gunung Bawang är ett berg i Indonesien. Det ligger i den nordvästra delen av landet, 800 km norr om huvudstaden Jakarta. Toppen på Gunung Bawang är 845 meter över havet.
Terrängen runt Gunung Bawang är kuperad åt sydost, men åt nordväst är den bergig. Runt Gunung Bawang är det ganska tätbefolkat, med 80 invånare per kvadratkilometer. I omgivningarna runt Gunung Bawang växer i huvudsak städsegrön lövskog.